# Макіївське ПТУ №19
48°03′19″ пн. ш. 37°54′54″ сх. д. / 48.055359° пн. ш. 37.914883° сх. д.
Макіївське ПТУ № 19 — професійно-технічне будівельне училище, навчальний заклад середньої освіти. Розташовується у Макіївці, Донецька область, за адресою: вул. Кремлівська, 48, район Шлях Ілліча. Поряд розташовується школа № 36.

## Історія
Наказом Головного Управління трудових Резервів Ради Міністрів СРСР від 25 жовтня 1955 р. була організована школа фабрично-заводського навчання № 29. Ця школа готувала спеціалістів лише з однієї професії — маляр-пічник з терміном навчання шість місяців.
З 1959 року змінюється назва і зміст навчального закладу: школа була реорганізована в будівельне училище № 19, з'явилися нові професії: маляр, жерстяник, слюсар-вентиляційник.
З 1966 року училище почало готувати слюсарів санітарно-технічних вузлів і електрогазозварювальників із терміном навчання 2 роки. За період з 1959 рік по 1966 рік було підготовлено понад 1000 спеціалістів широкого профілю для базових підприємств Макіївського будівельного комбінату і металургійного комбінату ім. С. М. Кірова.
Починаючи з 1974 року училище мало назву Макіївське міське професійно-технічне училище № 19.
З 1987 року базовим підприємством став трест «Донбассантехмонтаж», який збудував новий навчальний корпус.
У 1997 році у зв'язку з реорганізацією в системі профтехосвіти відбулося злиття ПТУ № 19 з ПТУ № 30 в єдине професіонально-технічне училище № 19.
Взагалі за час роботи училища було підготовлено понад 12 000 спеціалістів.
Макіївське професійно-технічне будівельне училище має навчальний корпус, навчальні майстерні, гуртожиток та інші господарчі будівлі.

## Спеціальності
- Електрогазозварник; контролер зварювальних робіт
- Затягувальник взуття
- Слюсар з виробництва деталей та вузлів систем вентиляції, кондиціювання повітря, пневмотранспорту та аспірації
- Кравець
- Маляр
- Монтажник санітарно-технічних систем і устаткування
- Складальник верху взуття
- Слюсар з ремонту автомобілів

## Події
З 2014 перебуває під російською окупацією. У грудні 2022 року під час російського вторгнення в Україну його щільно заселили російськими мобілізованими із Саратовської області, а до підвалу склали боєприпаси.
31 грудня 2022 ЗСУ здійснили три атаки на будівлю з РСЗВ HIMARS о 23:57, 23:59 та 00:00 годин, що стало причиною детонування російських боєкомплектів, які складувалися у підвалі будівлі. Все навколо виявилося закидане трупами, яких вивозили вночі й до обіду наступного дня. Будівля була вщент знищена. У російському місті Самара відбулися мітинги за загиблими.